# ويندوز سيرفر 2012 R2
ويندوز سيرفر 2012 R2 (بالإنجليزية: Windows Server 2012 R2)‏ هو الإصدار السادس من نظام تشغيل خادم Windows Server من قبل مايكروسوفت، كجزء من عائلة أنظمة التشغيل ويندوز إن تي. تم الكشف عنه في 3 يونيو 2013 في TechEd أمريكا الشمالية، وتم إصداره في 18 أكتوبر 2013.
تم إصدار تحديث آخر، تم تعيينه رسميًا لـ Windows Server 2012 R2 Update، في أبريل 2014. وهي مجموعة تراكمية من التحديثات الأمنية والحرجة وغيرها. تمامًا مثل ويندوز 8.1، يعتمد Windows Server 2012 R2 على Windows NT 6.3، ولا يعمل إلا على معالجات x86-64 (64 بت).
نجح Windows Server 2012 R2 بواسطة Windows Server 2016، إصدار خادم Windows المستند إلى ويندوز 10.